# Dohad (distrikt)
Dohad (eller Dahod) är ett distrikt i delstaten Gujarat i Indien. Administrativ centralort är Dohad. Vid folkräkningen 2001 hade distriktet 1 636 433 invånare. 1 480 110 av dessa bodde på landsbygden och 156 323 bodde i tätorter.

## Demografi
Av befolkningen i distriktet är 45,15% läskunniga (58,88% av männen och 31,28% av kvinnorna). Hinduism är den vanligaste religionen med 1 571 017 troende, islam näst störst med 52 632 troende. 8 907 personer är kristna.